# En verano
En verano o La cíngara (En été, La Bohémienne, Lise) es una obra del pintor francés impresionista Pierre-Auguste Renoir del año 1868, que se conserva en la Antigua Galería Nacional de Berlín, Alemania.

## Descripción
La obra En verano es un retrato de una mujer joven, Lise Tréhot, que fue la modelo y amante de Renoir hasta 1872, posando en la mayoría de sus cuadros. El retrato es naturalista con una composición simple, una joven sentada de frente, con las manos juntas que destaca sobre un fondo de vegetación denso. Destaca el contraste entre el fondo a base de pinceladas desordenadas y gruesas con toques de luz a diferencia del rostro de la joven, representada con suaves pinceladas que se asemeja a una apariencia fotográfica. La joven va vestida con un traje muy ligero y estival, cubrecorsé y una falda a rayas, carece de connotación erótica. La muchacha lleva el pelo suelto, desordenado y destaca su pendiente dorado creando el estereotipo de la cíngara, relacionada con Esmeralda de la novela de Víctor Hugo, Nuestra Señora de París. En 1864 Renoir ya había pintado una obra sobre una cíngara. La obra fue admitida en el salón de 1869, pero como el tema no impresiona lo suficiente no le dan un lugar preferente en la exposición. Renoir trata de transmitir la sensación de humedad estival con esta obra y lo consigue a la perfección.
Theodore Duret dice en su obra Historia de los pintores impresionistas que es la primera de las innumerables obras dedicadas al movimiento, considerándola como el inicio de Renoir en su camino de la pintura al aire libre.